# Ni por la razón, ni por la fuerza
Ni por la razón, ni por la fuerza es un álbum doble recopilatorio del grupo chileno Los Prisioneros lanzado en 1996. 
Además de casi todos los éxitos de la banda, el álbum incluye canciones inéditas y rarezas, tales como versiones lanzadas en el extranjero, lados B y canciones desechadas o interpretadas anteriormente como Los Vinchukas, Los Pseudopillos, Gus Gusano o Los Apestosos. Es considerado por la crítica como el mejor álbum recopilatorio del grupo.
El nombre del disco es una parodia del lema patrio chileno Por la razón o la fuerza.

## Carátula
En la portada del disco se puede ver a Claudio Narea («José Miguel Narea»), Jorge González («Bernardo González») y Miguel Tapia («Manuel Tapia»), en una especie de collage donde sus rostros están sobrepuestos a los de los padres de la patria.

## Lista de canciones
- Todas las canciones escritas y compuestas por Jorge González, excepto donde se indique.

| Ni por la razón (CD1) |                                              |                     |          |  |
| N.º                   | Título                                       | Vocalista principal | Duración |  |
| 1.                    | «Lo estamos pasando muy bien» (Narea, Tapia) | Jorge González      | 5:26     |  |
| 2.                    | «La voz de los '80»                          | González            | 4:10     |  |
| 3.                    | «Las sierras eléctricas»                     | González            | 4:27     |  |
| 4.                    | «Independencia cultural (en vivo)»           | González            | 4:31     |  |
| 5.                    | «Ustedes dos»                                | González            | 2:31     |  |
| 6.                    | «Paramar»                                    | González            | 3:47     |  |
| 7.                    | «El baile de los que sobran»                 | González            | 5:42     |  |
| 8.                    | «Quieren dinero»                             | González            | 5:17     |  |
| 9.                    | «Zombie» (Narea, González)                   | González            | 3:31     |  |
| 10.                   | «Tren al sur»                                | González            | 5:35     |  |
| 11.                   | «Aceite humano» (Narea, González)            | González            | 2:56     |  |
| 12.                   | «Mal de Parkinson» (Narea, González)         | González            | 1:59     |  |
| 13.                   | «Policías y ladrones» (Narea, González)      | González, Narea     | 2:05     |  |
| 14.                   | «Generación De Mierda»                       | González            | 5:07     |  |
| 15.                   | «Lo estamos pasando muy mal»                 | González            | 3:15     |  |
| 16.                   | «Sexo»                                       | González            | 4:37     |  |
| 17.                   | «Que no destrocen tu vida»                   | González            | 4:11     |  |
| 18.                   | «Fotos y autógrafos» (Tapia, Narea)          | Tapia               | 3:36     |  |
| 19.                   | «El cobarde»                                 | González            | 1:50     |  |
| 1:14:00               |                                              |                     |          |  |

| Ni por la fuerza (CD2) |                                                                        |                        |          |  |
| N.º                    | Título                                                                 | Vocalista principal    | Duración |  |
| 1.                     | «We are sudamerican rockers»                                           | González               | 3:35     |  |
| 2.                     | «¿Por qué no se van?»                                                  | González               | 3:04     |  |
| 3.                     | «La noche» (Salvatore Adamo, Jorge Córcega)                            | González               | 3:28     |  |
| 4.                     | «En la cripta» (Narea, González)                                       | González               | 2:12     |  |
| 5.                     | «Pa pa pa»                                                             | González               | 3:37     |  |
| 6.                     | «El Extremista» (Narea)                                                | Narea                  | 1:39     |  |
| 7.                     | «Latinoamérica es un pueblo al sur de Estados Unidos (versión radial)» | González               | 4:25     |  |
| 8.                     | «Los cuatro Luchos» (Narea, González, Sergio Gómez)                    | Narea, González, Gómez | 2:18     |  |
| 9.                     | «Corazones rojos»                                                      | González               | 3:30     |  |
| 10.                    | «Muevan las industrias»                                                | González               | 4:08     |  |
| 11.                    | «¿Quién mató a Marilyn?» (Tapia, González)                             | Tapia                  | 3:15     |  |
| 12.                    | «King Kong, el mono» (Narea)                                           | González               | 1:14     |  |
| 13.                    | «Invitado de honor» (Narea, González)                                  | González               | 1:16     |  |
| 14.                    | «Estrechez de corazón»                                                 | González               | 6:22     |  |
| 15.                    | «Mi profesor se está volviendo loco»                                   | González               | 3:35     |  |
| 16.                    | «Rock on the rocks» (Narea, González)                                  | Narea, González        | 4:04     |  |
| 17.                    | «La cultura de la basura (remix)»                                      | González               | 3:06     |  |
| 18.                    | «Maldito sudaca»                                                       | González               | 2:17     |  |
| 19.                    | «Ella espera»                                                          | González               | 3:51     |  |
| 20.                    | «En la disco» (González, Tapia, Narea)                                 | Narea, González        | 0:40     |  |
| 21.                    | «Elvis fue un vampiro» (Narea, González)                               | González, Narea        | 2:18     |  |
| 22.                    | «Nunca quedas mal con nadie»                                           | González               | 4:14     |  |
| 23.                    | «Una de esas tardes»                                                   | Instrumental           | 0:20     |  |
| 24.                    | «La gran oportunidad» (Tapia, González)                                | González               | 3:30     |  |
| 1:11:33                |                                                                        |                        |          |  |